# Batterie Lothringen

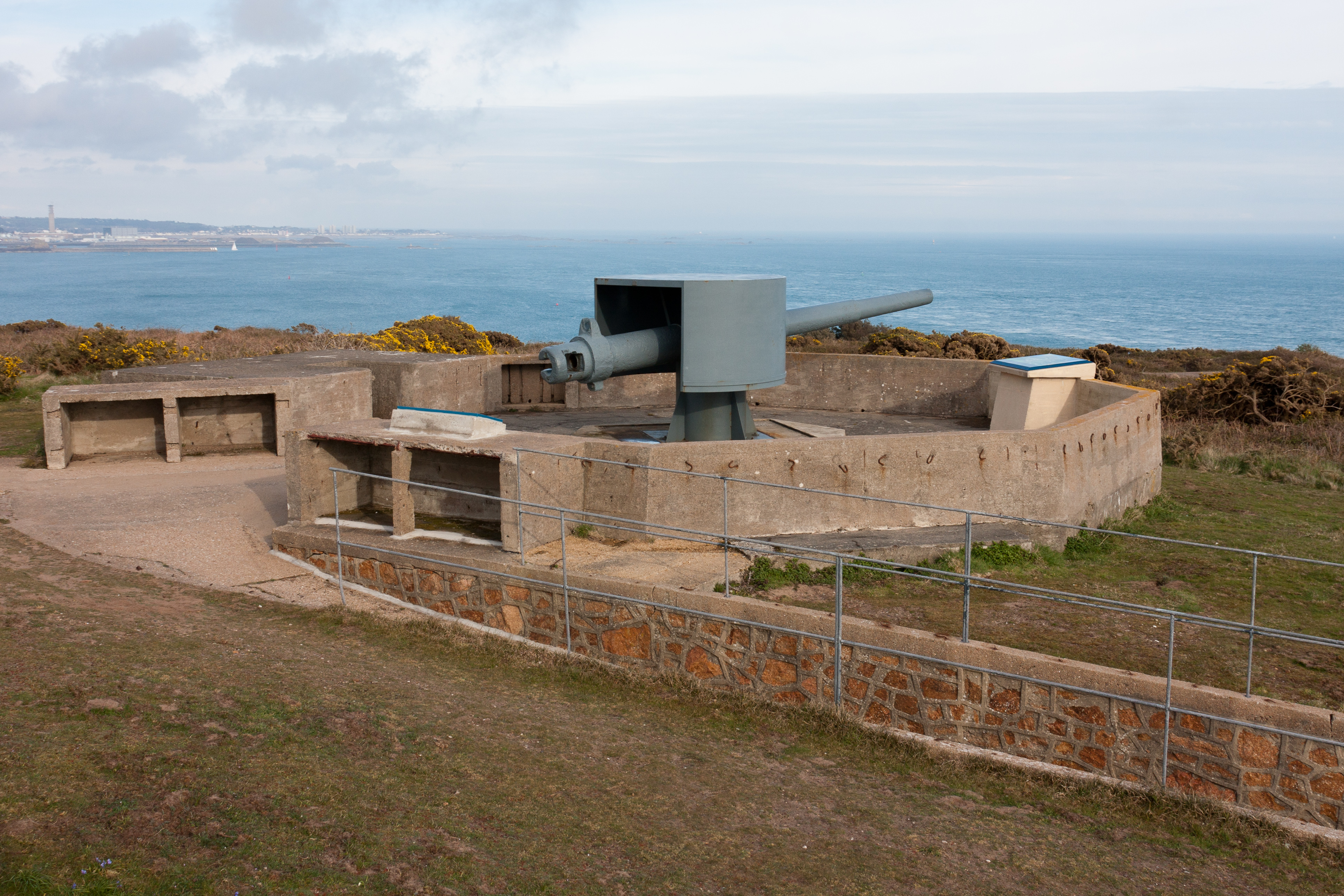
Un des canons de 150 mm de la batterie Lothringen.

La batterie Lothringen est une batterie d'artillerie installée sur l'île de Jersey pendant la Seconde Guerre mondiale par la Kriegsmarine, sous l'occupation allemande des îles anglo-normandes. Elle est secondée par la batterie Strassburg à Guernesey et Elsass à Aurigny. Ces batteries sont opérationnelles en mai 1942.
La batterie Lothringen est construite par le Marine Artillerie Abteilung (MAA) 604 et comprend 4 canons de 150 mm. Elle porte le nom allemand de la Lorraine, en référence à la conquête de l'Alsace-Lorraine par l'empire allemand à la suite de la guerre franco-allemande de 1870-1871.